# Pierre Jean de Béranger

Pierre Jean de Béranger (Paris, 19 de agosto de 1780 — Paris, 16 de julho de 1857), poeta, libretista e autor da letra de canções. Foi participante activo do movimento de convulsão social que se seguiu à Revolução Francesa e ao fim do Império, escrevendo algumas das canções mais emblemáticas do fervor revolucionário da época. No auge da sua fama, na década de 1830, comparou-se em popularidade a homens como Victor Hugo e Alphonse de Lamartine. Tendo a atravessado os tempos conturbados da Revolução Francesa e do consulado de Napoleão Bonaparte, deixou uma obra lírica vibrante que ainda hoje desperta o interesse do público erudito.

## Biografia

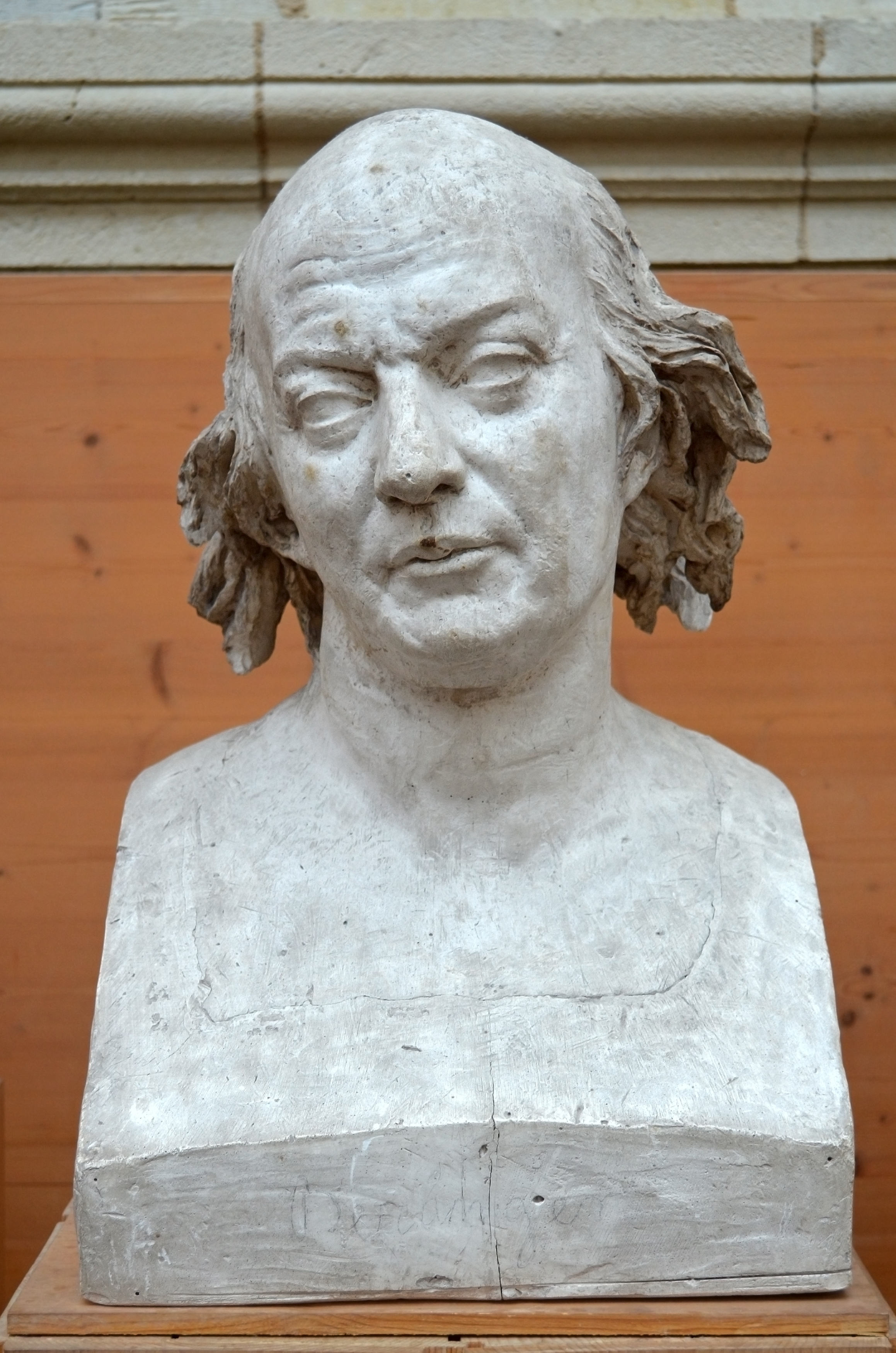
Pierre-Jean de Béranger, David d'Angers (1829).

Pierre Jean de Béranger nasceu em Paris a 19 de Agosto de 1780, filho de Jean-François Béranger de Mersix, comissionista e caixeiro-viajante, e de Marie-Jeanne Champy. Apesar do tom aristocrático conferido pela utilização da partícula de no apelido de família, em resultado do pai ter adoptado o pomposo apelido de Béranger de Mersix, na realidade era descendente de uma família de estalajadeiros rurais por um lado e de alfaiates pelo outro.

### Os primeiros anos
Vivendo tempos conturbados em resultado da eclosão da Revolução Francesa, o jovem Béranger não teve uma educação inicial esmerada: apenas tendo sido enviado tardiamente à escola, onde nunca se sentiria à vontade. Terá assistido do tecto da sua escola à tomada da Bastilha.
Os seus verdadeiros educadores foram os avós maternos, a família Champy, a quem esteve confiado durante a maior parte da infância. Apesar da mãe gostar de teatro, bailes e piqueniques no campo, e de Pierre Jean de Béranger a ter acompanhado nessas actividades sociais, era uma criança doentia e reservada, mesmo tímida, que se entretinha só em casa, fazendo pequenas escultura em madeira.
Esses traços do seu carácter, melancólico e voltado para a paciente e metódica elaboração solitária, persistirão durante toda a sua vida, influenciando a sua produção poética.
A partir de 1789, depois de um período em que viajou frequentemente em trabalho, o seu pai fixa-se novamente em Paris e inscreve-o como pensionista em casa do abade Chantereau, um prestigioso preceptor da época.
No entretanto trava conhecimento com Charles-Simon Favart, criador do género lírico denominado opéra comique, o qual, apesar dos seus 79 anos de idade, ainda usava com orgulho o título de cantor dos exércitos que lhe havia sido conferido por Maurice de Saxe (1696-1750), o famoso Marechal de Saxe. Mais tarde, Béranger atribuirá o despertar da sua vocação como autor da letra de canções a este encontro.
Contudo, a frequência das lições pouco dura, já que o pai, um ardente realista, é perseguido durante a fase mais aguda da Revolução Francesa, sendo obrigado a passar à clandestinidade. Em consequência não pode pagar o preço da pensão cobrada por Chantereau, vendo-se a família obrigada a enviá-lo para casa de uma tia que tinha um albergue em Péronne.
Pouco interessado a trabalhar como ajudante de estalajadeiro, vai trabalhar para casa de M. de Ballue de Bellenglise, um notário que, entretanto, exercia funções de juiz de paz. Culto e discípulo apaixonado de Jean-Jacques Rousseau, M de Bellenglise dedica-se a educar para o patriotismo revolucionário os rapazes de Péronne, os quais recebe num escola primária gratuita, por ele denominada o Instituto patriótico. O seu objectivo é transformar estes jovens em cidadãos úteis à pátria.
No Instituto Patriótico, depois de aprenderem a retórica rousseana e revolucionária, os jovens recrutas entoam cânticos patrióticos. Foi aqui que Pierre Jean Béranger sentiu pela primeira vez o poder mobilizador e emocional da canção.
Entre as actividades do Instituto patriótico incluía-se também a aprendizagem do discurso político, tendo os jovem elaborado discursos que dirigiram aos membros da Convenção que passaram por Péronne, nomeadamente Jean Lambert Tallien e Maximilien Robespierre.
Também a sua tia, empolgada pelo ambiente revolucionário, lhe incutiu princípios republicanos e da porta da sua hospedaria ouviu ao longe o troar dos canhões na batalha de Valenciennes. Neste período desenvolveu um amor ardente pela França e uma viva aversão pelas coisas estrangeiras.
Apesar da frequência do Instituto Patriótico, não aprende latim ou grego, as matérias preparatórias então obrigatórias a qualquer jovem que pretendesse prosseguir estudos, e mesmo a aprendizagem da leitura e da escrita e a gramática da língua francesa foram deficientes, ministradas pela tia.
Para melhorar a sua educação, aos 14 anos de idade emprega-se como aprendiz na oficina do impressor Laisney, onde se inicia na leitura e escrita da poesia e aprofunda os seus conhecimentos de gramática.
A nostalgia deste período de permanência em Péronne inspirará Béranger na escrita da sua obra lírica Souvenirs d'enfance. Apesar de não ter feitos estudos humanísticos que lhe permitissem ler Horácio no original, leu uma tradução de Telémaco, obras de Jean Racine e alguns dramas de Voltaire.
Em 1759 volta a Paris, passando a trabalhar com seu pai, que entretanto tinha iniciado um negócio de prestamista. Contudo, apesar das expectativas paternas, que aliavam a esperança no retorno da família real ao poder com um excessivo optimismo nos negócios, vêm-se obrigados a abrir falência.
Depois de mais esta desilusão, o pai resolve investir os restos das suas economias numa pequena livraria e espaço de leitura. Pierre Jean Béranger passa a viver nas falsas da livraria, onde trabalha, solitariamente dedicando os seus tempos de ócio a alinhavar rimas onde glorifica as mulheres e o vinho e ensaiando a escrita de sátiras.
Nesta fase de experimentalismo, tenta uma variedade de géneros, do idílio ao ditirambo e à comédia, demorando a fixar-se no género literário que o imortalizaria: a canção. À noite isolava-se na sua mansarda, numa vida de solidão e penúria que retrata no seu poema Le Grenier, escrito por esta altura.

### O arranque da carreira literária
Em 1802 entrou em ruptura com o pai, e começou uma vida independente, tentando a vida em empregos vários e lutando para conseguir lanças a sua carreira literária. Durante dois anos tentou sem sucesso público a escrita de idílios pastorais, poemas épicos e muitos outros géneros. Neste período, depois de ler as obras de Salomon Geßner, decide compor poemas idílicos, conseguindo um, intitulado Glycère, que é finalmente publicado no periódico literário Les Saisons du Parnasse.
Após esta pequeno sucesso, escreve o poema Clóvis, em estilo grandiloquente, a que se seguem, ainda sem estilo e gosto definidos, várias tentativas de editar comédias satíricas.
Começa a frequentar a tertúlia artística que se reunia em Montmartre, em casa de um doutor Mellet, onde a canção era o género mais cultivado. Nesse ambiente faz a primeiras tentativas públicas de compor especificamente para canção, ainda muito ao jeito da tradição francesa do século XVIII. Colabora com alguns compositores, vendo algumas das suas árias, como a intitulada Les Adieux de Marie Stuart, musicada no ritmo dolente típico da canção séria da época.
Por volta de 1804 decide procurar um mecenas que pudesse ajudar no lançamento da sua carreira artística. Escreve a Lucien Bonaparte, enviando-lhe algumas das suas produções literárias, num total de mais de cinco centenas de versos, entre os quais o poema Le Déluge.
Por esta altura estava mal de saúde e vivia na pobreza. O seu enxoval consistia num par de botas, em um sobretudo, em um par de calças rotas no joelho, e três camisas de má qualidade que uma mão amigável se afadigou para as remendar. Esta mão amigável era de Judith Frére, que conhecia desde 1796, e de quem continuou a ser companheiro fiel até morte, três meses antes da sua. Judith Frére não é a Lisette das canções; os poemas que lhe são dedicados, como La Bonne Vieille e Maudit printemps, têm um tom totalmente diverso.
Bonaparte, impressionado com a quantidade e qualidade dos poemas enviados, autoriza-o a receber o estipêndio de 1 000 francos a que tinha direito como membro do Institut de France, encomendando-lhe uma obra que recontasse a morte de Nero. Em 1809, também por influência do mesmo patrono, passou a exercer as funções de amanuense da Universidade de Paris, recebendo outros 1 000 francos.
Como distracção do seu tedioso trabalho administrativo na secretaria da Universidade, passou a compor canções alegres e picantes. No início da década de 1810 era já bem conhecido, sendo frequentemente convidado para animar, com as suas canções, banquetes e outros eventos sociais.
Algumas das composições desse tempo, mostrando uma veia galharda e livre dos ditames da moda, chegaram aos nossos tempos, entre elas a canção Les Gueux, inspirada num bem-humorado refrão do século XVII.

### A inclusão noCaveaue a popularidade
Em finais de 1805, a antiga colectânea de cançonetas denominada Caveau ressuscita, passando a ser publicada anualmente uma adenda intitulada La Clé du Caveau. Esta recolha de canções e árias permite a Béranger, cujas composições foram incluídas pela primeira vez no Caveau modern no fim de 1813, a Marc Antoine Désaugiers e aos seus amigos de tertúlia, dar a conhecer ao público as suas composições.
Por esta altura algumas das composições já tinham sido publicadas por seu pai, sem que Béranger se parecesse interessar muito pelo assunto, já circulando muitas cópias manuscritas. Algumas das suas obras eram já particularmente conhecidas e apreciadas: Le Sénateur, Le Petit Homme gris, e, acima de todas, Le Roi d'Yvetot.
Le Roi d'Yvetot, uma sátira a Napoleão Bonaparte, passava manuscrita, ou de ouvido, de mão em mão, com grande aplauso do público, até ser cantada em toda a França.
Foi apenas quando esteve a acompanhar um amigo que estava doente que concebeu a ideia de reunir algumas dessas obras dispersas, nalguns casos sendo obrigado a proceder à sua reconstituição de memória por não ter mantido cópia.
Em Novembro de 1815, Béranger tenta a publicação de algumas árias, reunidas numa colectânea que sugestivamente intitulou Chansons morales et autres. O seu imediato sucesso deu-lhe confiança para continuar. Esta sua primeira colectânea escapou à censura, mas, mais tarde, depois de instalado no trono, o rei Luís XVIII de França, quando instado a comentá-la, terá dito: Nós temos de perdoar muitas coisas ao autor do Le Roi d' Yvetot.
Reacendida a turbulência política, Béranger resolve aderir ao liberalismo, tomando partido, como a maioria dos intelectuais da época, na disputa ideológica que da França alastrava a toda a Europa.
Após o regresso do rei Louís XVIII, em 1815, Béranger começa a produzir canções em torno de temas como o respeito pela liberdade, a opressão no Antigo Regime, a supremacia clerical, o relembrar das antigas glórias e a esperança num ajuste de contas social.
Quando a imprensa deixa de ser livre, ele renova a canção, fazendo dela uma arma política e um instrumento de propagam da: ataca a restauração francesa e celebra as glórias da República e do Império. É o tempo de La cocarde blanche e do Marquis de Carabas. Béranger fornece o suporte ideológico, e o meio de mobilização, de que precisam aqueles que desiludidos abandonam a causa realista. Nesta fase, a sua influência social cresce e o círculo dos seus amigos alarga-se, passando a ser presença em múltiplas reuniões sociais.
Aceita colaborar no La Minerve, de parceria com Étienne Jouy, Charles-Guillaume Étienne e Benjamin Constant.

### A adesão ao movimento revolucioário
Em 1820, a canção patriótica Le Vieux Drapeau foi distribuído clandestinamente pelas casernas. Nas palavras de Alphonse de Lamartine, esta canção de Béranger torna-se no verdadeiro hino do homem-nação, isto é do povo revolucionário francês. Nesta fase a sua obra de poeta panfletário é já considerável: ataca a magistratura com Le Juge de Charenton, os deputados com Le Ventru e produz múltiplas obras anti-clericais, em especial contra a Companhia de Jesus.
As suas canções são reunidas numa colectânea, em dois volumes, lançada a 25 de Outubro de 1821. Em oito dias, os dez mil exemplares impressos são vendidos e o impressor, Firmin Didot, inicia a preparação de nova edição. Esta segunda colectânea foi mais arrojada. Nas suas próprias palavras, a apatia do campo liberal tinham-no convencido da necessidade de um toque de despertar, capaz de reacender o fervor perdido.
A reacção governamental não se fez esperar: foi saneado do seu modesto emprego na Universidade, perseguido judicialmente e condenado a 3 meses de prisão e ao pagamento de 500 francos de multa. Ser condenado a prisão não foi um drama para Béranger. Na célebre prisão de Sainte-Pélagie coube-lhe ocupar a cela que pouco antes albergara Paul Louis Courier, aquecida, e mobilada, preferível ao seu pobre alojamento, onde a água congelava nas noites de Inverno. Diria depois, por ocasião da sua segunda condenação a prisão, que tinha encontrado um certo charme na existência calma e claustral da prisão, com as suas horas regulares e longas noites solitárias.
Com a publicação da sua quarta colectânea, em 1828 voltou a ser condenado, desta vez a 9 meses de prisão e a 1 100 francos de multa e despesas judiciais. Ciente da popularidade de Béranger e da reacção popular ao processo, o governo propôs, através de Jacques Laffitte, que em troca de Béranger se submeter a julgamento sem aparecer na audiência ou sem apresentar defesa, a condenação fosse a pena mínima, mas o seu espírito de militância e de causa pública fê-lo recusar a oferta e nem sequer pediu que o seu encarceramento se fizesse numa mais leniente Maison de santé, apesar da sua saúde estar deveras abalada por aquela altura.
Escreveria sobre esta segunda passagem pela prisão: Quando se toma uma posição em oposição ao poder, parece-me ridículo vir depois lamentar os golpes que se recebam e impolítico dar oportunidade ao governo de demonstrar qualquer generosidade. Como seria de prever, estas condenações tiveram como efeito aumentar a popularidade de Béranger, de tal forma que o dinheiro necessário para pagar a multa e a caução foi rapidamente reunido por subscrição pública.
Nesta sua passagem pela prisão concebeu La Force como forma de animar o espírito combativo dos seus companheiros de desdita.
Teve um papel importante na revolução de Julho de 1830. Béranger era desde há muito amigo próximo dos líderes revolucionários e, durante a semana decisiva dos acontecimentos, aconselhou-os e participou activamente na condução dos eventos. Foram distribuídas pela multidão cópias da sua canção Le Vieux Drapeau. Sobre o período escreverá em 1831: Quanto à república, esse sonho de toda a minha vida, eu não desejei que nos fosse dada, pela segunda vez, a destempo.
Louis Philippe, sabedor de quanto Béranger tinha contribuído para a sua elevação, expressou o desejo de o encontrar, mas este recusou-se a comparecer na corte, pedindo apenas que fosse concedida uma pensão ao seu amigo Rouget de Lisle, autor de La Marseillaise, velho e pobre, que tinha dependido da ajuda de Béranger ao longo dos últimos cinco anos. Cioso da sua independência, decide não aceitar qualquer emprego do governo saído da revolução.
Depois da revolução de 1830, Béranger trata sobretudo de temas filosóficos e humanitários. Continuou, agora numa fase mais calma, a aperfeiçoar as suas canções. Era admirado e visitado por todas as personalidades famosas da França. Contava entre os seus amigos luminárias como François-René de Chateaubriand, Adolphe Thiers, Jacques Laffitte, Jules Michelet, Hughes Felicité Robert de Lamennais e François Auguste Alexis Mignet. Ninguém o ultrapassava em amabilidade e modéstia, sempre pronto a ajudar e aceitando, quando precisava, a ajuda dos seus amigos.
Em 1848, apesar da sua relutância, foi eleito para a Assembleia Constituinte, por 204 471 votos, um número tão grande que se sentiu obrigado a aceitar o lugar. Contudo, pouco depois, renunciava ao mandato. Esta foi a última função pública que exerceu, recusando em definitivo o assento parlamentar.
A partir daí viveu mais retirado, levando uma vida calma e serene. A sua correspondência deste período está repleta de sabedoria e benevolência, com traços que o aproximam do pensamento de Michel de Montaigne ou Charles Lamb. Ocupava parte do seu tempo na escrita das suas próprias memórias e na composição de um tratado sobre moralidade social e política, destinado a formar os cidadãos, trabalho que apesar dos seus esforços não pôde concluir.
Faleceu em Paris a 16 de Julho de 1857. Quando se espalhou a notícia da sua morte, temeu-se que o seu funeral desse origem a manifestações que perturbasse a ordem pública, pelo que o governo tomou medidas excepcionais de segurança. Contudo, o funeral decorreu na maior ordem: as ruas de Paris estavam repletas de soldados e o povo saiu à rua em massa, em silêncio e de cabeça descoberta em sinal de respeito. À passagem do féretro surgia esporadicamente o grito: Honneur, honneur a Béranger!. Desapegado de bens e honrarias, nunca procurou tirar partido da sua fama. Morreu pobre: o governo imperial teve de mandar pagar as despesas com o seu funeral.
Depois de ser lançado com canções báquicas e licenciosas, que não o distinguiam dos libretistas do tempo, Béranger soube criar o seu próprio estilo, dando origem a um género artístico à parte, que se propagou no tempo e cuja influência ainda pode ser detectada na moderna chanson francesa e nas baladas das décadas de 1960 e 1970. Nesse género a canção é elevada quase à categoria de ode.
Nas obras em que versa temas patrióticos ou filosóficos, soube aliar a nobreza de sentimentos e a harmonia do ritmo à nitidez das figuras ao enleio e envolvência de um drama.

## Principais obras publicadas
Entre as suas obras, contam-se as seguintes:
- La Sainte Alliance des peuples;
- Le vieux drapeau;
- Le vieux sergent;
- Les Enfants de la France;
- L'Orage;
- Le Cinq Mai;
- Les Souvenirs du Peuple;
- Le Champ d'Asile;
- Les adieux à la gloire;
- Le Dieu des bonnes gens;
- Le bon vieillard;
- Les hirondelles;
- Les quatre âges;
- Le Déluge.

Béranger publicou a sua primeira colectânea em 1815, dando-lhe o título malicioso de Chansons morales et autres (Canções morais ... e outras), a que se seguem três outras colectâneas líricas em 1821, 1825 e 1833. Esta última, que apareceu sob o título Chansons nouvelles et dernières (Canções novas e últimas), foi dedicada a Lucien Bonaparte, por quem Béranger conservava um vivo sentido de gratidão.
Ao falecer deixou cerca de uma centena de canções inéditas, que forma uma espécie de romanceiro da canção napoleónica, uma texto autobiográfico intitulado Biographie e uma volumosa colecção de epistolografia intitulada Correspondance.
O cantor francês Jean-Louis Murat incluiu algumas das canções de Béranger no seu álbum 1829, editado em 2005